# Inferno (film, 1995)
Pour les articles homonymes, voir Inferno.
Pour plus de détails, voir Fiche technique et Distribution.
Inferno est un film américain réalisé par Peter Keglevic et sorti en 1995.

## Fiche technique
- Titre : Inferno
- Réalisation : Peter Keglevic
- Scénario : Lorenzo De Luca et Lodovico Gasparini
- Photographie : Martin Stingl
- Technicien du son : Scott C. Kolden
- Production : Peter Pochlatko
- Société de production : Neue Studio Film et creativ
- Pays :  Autriche
- Genre : Action
- Durée : 90 minutes
- Couleur
- Classification : USA : R (érotisme et violence)

## Distribution
- Emma Sjöberg

## Commentaires
James Bond de série B à la mode asiatique